# Río Buulguén
El río Buulguén o Bu-Ulguén (en ruso: буулген, бу-улген) es un corto río montañoso del distrito de Karacháyavesk de la república de Karacháyevo-Cherkesia del sur de Rusia, en la cordillera principal del Cáucaso (reserva natural de Teberdá). Es el componente por la izquierda del río Gonachjir, afluente del río Teberdá, que desemboca en el Kubán.

## Curso
El río nace en el glaciar de la ladera norte del pico Bu-Ulguén, en la vertiente norte del Gran Cáucaso. Su curso de 5.5 km de longitud, discurre principalmente hacia al norte por un valle de alta montaña, sin poblaciones cercanas. Tras su breve y abrupto recorrido montaña abajo, confluye con el río Klujor para formar el río Gonachjir.